# Tomaszów Mazowiecki

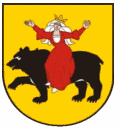
Stemă

Tomaszów Mazowiecki este un oraș în Polonia, situat pe malul stîng al rîului Pilica.